# Capella de Sant Miquel (Collbató)
La capella de Sant Miquel és una església de Collbató (Baix Llobregat) situada al camí de les Bateries, a la muntanya de Montserrat.

## Descripció
Està dedicada a l'arcàngel Miquel, patró de la muntanya. És de planta rectangular i té la capçalera semicircular. La teulada és a dues aigües, amb el carener perpendicular a la façana i teules àrabs. La façana té un portal trilític de pedra i està flanquejada per dos pilars i coronada amb un petit campanar d'espadanya, sense campana. L'edifici està parcialment envoltat per un banc i un porxo més moderns, aguantat per columnes cilíndriques fetes amb conglomerat montserratí, i cobert amb una teulada de bigues i teules. A l'interior hi ha un altar amb una representació pictòrica de Sant Miquel.
Al davant hi ha una creu de terme de ferro col·locada damunt d'un peu i un pilar de pedra.

## Història
Segons la tradició el segle III ja existia una capella en aquest indret. El lloc on està situada la capella de sant Miquel la llegenda explica que s’hi trobava un antic temple romà de Venus. Segons el pare C. Baraut, monjo de santa Maria, la cronologia de la capella podria ser la següent: a mitjans del segle X el vescomte de Barcelona Guitard i la seva esposa Geriberga haurien construït una esglesiola en aquest indret. L’any 999 el vescomte de Barcelona Udalard I (fill dels anteriors) i la seva esposa Riquilda doten unes terres per la reparació i manteniment de la capella de Sant Miquel. El 1042 s'amplià l'església i es consagrà. L’any 1049 s'esmenta al monjo Trasver com a custodi de la capella-ermita. Sembla que hi ha l’intent de consolidar un cenobi a Sant Miquel similar als existents de Santa Maria i Santa Cecília. En un document de 1057 es parla que a sant Miquel hi viu el monjo Trasver i l'ermità Garí. L'any 1090 el vescomte Guislabert II i la seva esposa Ermessenda, convençuts de que no podien consolidar un monestir a Sant Miquel, cedeixen la capella-església al monestir de Santa Maria de Montserrat. L'any 1211 Guillem de Montserrat i la seva esposa Beatriu renuncien els drets sobre les terres de Sant Miquel i l'any 1242 el prior de Santa Maria de Montserrat, Guillem de Bellver, cedeix un part de la quadra de Sant Miquel a Monistrol de Montserrat. Una observació important per entendre algunes de les posteriores tensions que es donaran: per la seva ubicació el monestir de santa Maria de Montserrat pertanyia al bisbat de Vic, mentre que l'esglesiola de sant Miquel estava integrada al bisbat de Barcelona. També aquesta situació condicionà la pertinença a cases comtals diferents.
Fou aterrada durant la guerra del Francès, anys 1811-1812, pel governador militar de Montserrat, amb la missió i responsabilitat de preparar la defensa de la muntanya, per impedir que els ocupants la utilitzessin com a parapet. Aquí era el lloc on els romeus que pujaven per Collbató veien el monestir per primera vegada, es reorganitzaven (alguns es descalçaven) i iniciaven el descens cap al Santuari. El dia 29 de setembre de 1870, diada de Sant Miquel, l’abat Miquel Muntadas va beneir una nova capella erigida damunt de les antigues runes, amb una creu de terme enfront. L'any 1958 es construïren, per a l'aixopluc de la gent que hi va, els porxos que l'envolten.